# テリー・ファンク
テリー・ファンク（Terry Funk、本名：Terrence Dee Funk、1944年6月30日 - 2023年8月23日）は、アメリカ合衆国のプロレスラー。インディアナ州ハモンド出身、テキサス州アマリロ育ち。
第51代NWA世界ヘビー級王者。実兄のドリー・ファンク・ジュニアとのタッグチーム「ザ・ファンクス」でも活躍し、日本でも人気を博した。日本では「テキサス・ブロンコ」「テキサスの荒馬」などの異名を持つ。

## 来歴

### NWA - WWF
プロレスラーのドリー・ファンク・シニアの次男として生まれ、兄のドリー・ファンク・ジュニアと共にレスリングの英才教育を受けながら育つ。ウエスト・テキサス州立大学でアメリカンフットボール選手として活動後、1965年12月9日、スプートニク・モンローを相手にプロレスラーとしてデビュー。父がプロモートしていたテキサス州アマリロ地区（NWAウエスタン・ステーツ・スポーツ）にてキャリアを積んだ。
1966年10月30日、ファンク・ジュニアと組んでフリッツ・フォン・エリック&ワルドー・フォン・エリックを破り、アマリロ版のNWA世界タッグ王座を獲得。シングルのフラッグシップ・タイトルだったNWAウエスタン・ステーツ・ヘビー級王座には、1970年5月7日にザ・ビーストを下して初戴冠。以降、ブル・ラモス、パク・ソン、ミスター・レスリング、サイクロン・ネグロ、カン・フー・リー、バック・ロブレイ、J・J・ディロン、キラー・カール・コックスらを抗争相手に、1975年4月にかけて同王座を通算12回獲得した。
1970年7月、日本プロレスに初来日。来日第2戦となる7月28日の横浜文化体育館大会では、アントニオ猪木とのシングルマッチが行われた。2度目の来日時の1971年12月7日、ドリーとのファンク兄弟でジャイアント馬場&猪木のBI砲を破り、インターナショナル・タッグ王座を獲得。1972年10月にはブルーノ・サンマルチノやフレッド・ブラッシーらと共に、全日本プロレスの旗揚げシリーズに参加。以降、全日本プロレスのブッカー兼看板外国人選手となって活躍した（後述）。

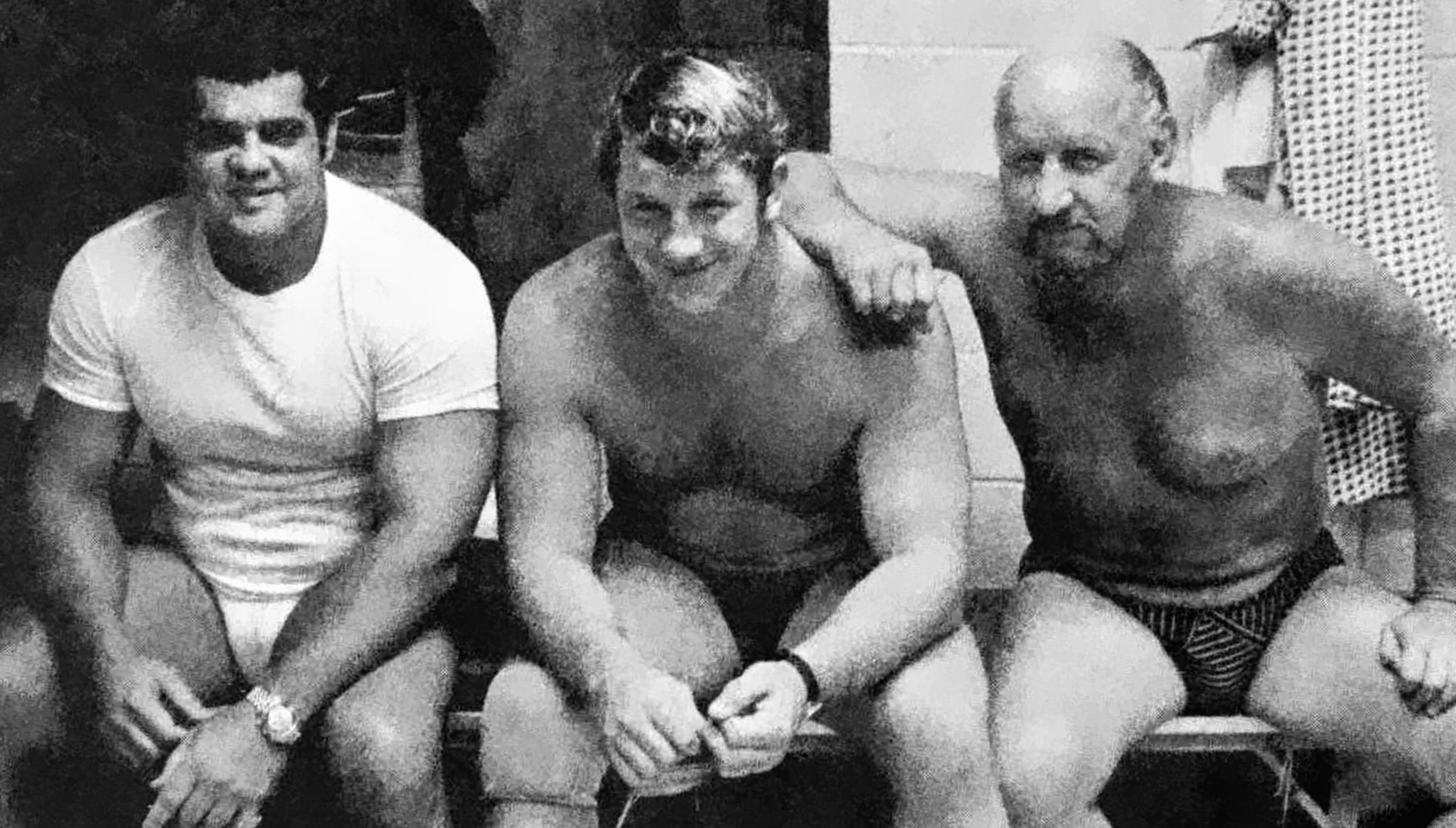
左からペドロ・モラレス、テリー、ドリー・ファンク・シニア（1972年）

アメリカではアマリロ地区を主戦場としつつ、1971年8月30日、父シニアとのタッグでニューヨークのマディソン・スクエア・ガーデンに初出場、アル・コステロ&ドン・ケントのファビュラス・カンガルーズと対戦した。1972年7月1日の再出場時には、同じくシニアとのコンビでキング・カーティス・イヤウケア&クレージー・ルーク・グラハムと対戦している。
1973年は、2月10日にミズーリ州セントルイスのキール・オーディトリアムにおいて、ジョニー・バレンタインからNWAミズーリ・ヘビー級王座を奪取。3月16日に同所でジン・キニスキーに敗れて明け渡すも、7月3日にはカリフォルニア州ロサンゼルスのオリンピック・オーディトリアムでビクター・リベラからNWAアメリカス・ヘビー級王座を奪取するなど、各テリトリーのフラッグシップ・タイトルを手中に収めた。
そして1975年12月10日、フロリダ州マイアミにてジャック・ブリスコを破り、NWA世界ヘビー級王座を獲得。兄ドリーと並んで史上初の兄弟世界王者となった。以降、1976年1月1日には後に流血の大抗争を展開することになるアブドーラ・ザ・ブッチャー、1月6日にはビル・ロビンソン、3月30日にはアンドレ・ザ・ジャイアントを相手に王座を防衛。日本では6月11日、蔵前国技館でジャンボ鶴田の挑戦を退ける。その後も各地で防衛戦を続けたが、1977年2月6日、兄と同じくハーリー・レイスに敗れ王座から陥落した。戴冠中は鶴田以外にも、マイク・ジョージ、ディック・スレーター、グレッグ・バレンタイン、ボブ・オートン・ジュニア、スティーブ・カーン、ボブ・バックランドなど、当時20代の若手レスラーを格下扱いすることなく挑戦者に迎え、時代の動きに対応した。

1977年12月、全日本プロレスで開催された世界オープンタッグ選手権にはドリーとのザ・ファンクスで出場し、ブッチャー&ザ・シークの史上最凶悪コンビを退けて優勝。以降、1979年と1982年の世界最強タッグ決定リーグ戦でも優勝を果たした。
日本においては絶大なベビーフェイス人気を博した一方、本国アメリカではレッドネックのワイルドさを強調したラフファイト主体のファイトスタイルで、地元のアマリロ地区以外では主にヒールとして活躍。ロサンゼルスではチャボ・ゲレロ、フロリダではダスティ・ローデス、テネシーではジェリー・ローラー、サンアントニオではワフー・マクダニエルなど、各地のヒーローと流血の抗争を繰り広げ、業界誌の不人気部門（すなわち悪党人気部門）では常に上位にランキングされていた。
1983年8月31日、蔵前国技館のスタン・ハンセン&テリー・ゴディ戦で現役を引退したが、翌1984年10月26日に復帰（セントルイスのキール・オーディトリアムでロード・ウォリアーズのAWA世界タッグ王座に挑戦）。1985年6月にWWFと契約し、ジミー・ハートをマネージャーにカウボーイ・ギミックのヒールとしてハルク・ホーガンやジャンクヤード・ドッグと抗争を展開。1986年1月1日にはキール・オーディトリアムのリングでホーガンのWWF世界ヘビー級王座に挑戦した。同年はドリーもホス・ファンクのリングネームでWWF入りし、4月7日のレッスルマニア2（ロサンゼルス大会）にはザ・ファンクスとして出場、ドッグ&ティト・サンタナから勝利を収めている。
その後、膝を負傷してWWFを離脱。再び引退宣言して俳優活動に入り、『オーバー・ザ・トップ』など数本の映画やドラマに出演した。

### WCW、ECW以降
1989年5月7日、リック・フレアーとリッキー・スティムボートのNWA王座戦に採点ジャッジとして参加。試合後、勝者フレアーに襲い掛かり、史上初とも言われる「テーブル上でのパイルドライバー」を敢行。フレアーとの因縁ドラマでは「イカレた中年（Middle Aged and Crazy）」のヒールとして活躍した。WCWではグレート・ムタともタッグを組み、同年10月28日のPPV "Halloween Havoc" ではフレアー&スティングのコンビとサンダードーム・ケージ・マッチで対戦している。
以降はインディー団体を転戦するようになり、旧敵シークの甥であるサブゥーとの邂逅などもあり、かつて南部地区でローデス、ローラー、マクダニエルらと繰り広げてきた荒っぽいラフファイト路線に回帰。「ハードコア・レスリングの先駆者（Hardcore Legend）」として再評価された。
1993年1月、創成期のECWに参加。以降、同年12月26日にサブゥー、1997年4月13日にはレイヴェンを破りECW世界ヘビー級王座を2回獲得するなど、ECW全盛期を主役の一人として支えた。1998年からはECWと提携関係にあったWWFに「チェーンソー・チャーリー（Chainsaw Charlie）」のリングネームで久々に登場。弟子のような存在であるカクタス・ジャックとのタッグで活躍し、3月29日開催のレッスルマニアXIVではニュー・エイジ・アウトローズからWWF世界タッグ王座を奪取。その後はジャスティン・ブラッドショーとのカウボーイ・タッグも結成した。
2000年からは末期のWCWに参戦し、ノーマン・スマイリーやシェーン・ダグラスを相手にハードコア王座を3回獲得。同年9月22日にはランス・ストームを破りUSヘビー級王座も奪取した（同王座の前身であるMACW版のUSヘビー級王座も1975年11月9日にポール・ジョーンズを下して獲得しており、25年ぶりの戴冠となった）。

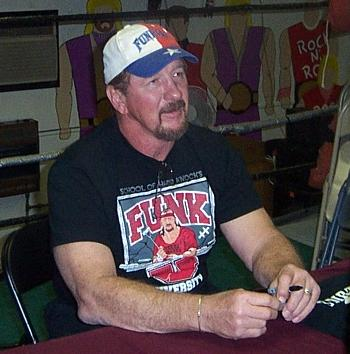
2008年

後年も各地のインディー団体に出場し、一時期は初期TNAにも登場した。2005年にWWEがECWを復活させると、当初は反WWEの立場を取っていたが、翌年のECWワン・ナイト・スタンド2006には参戦した。
2009年、兄ドリーと共にWWE殿堂に迎えられている。2011年には、流血の大抗争を展開した因縁のライバルであったブッチャーのWWE殿堂入りのインダクターを務めた。
2017年9月23日、インディー団体BTW（ビッグ・タイム・レスリング）のサウスカロライナ州スパータンバーグでのTVショーにおいて、ロックンロール・エクスプレスのリッキー・モートン&ロバート・ギブソンとトリオを組み、ジェリー・ローラー、ブライアン・クリストファー、ダグ・ギルバートと6人タッグマッチで対戦。これが生涯最後の試合出場となった。
2021年11月23日、認知症の治療を続けていることを、複数のアメリカ国内の専門メディアが報じた。同年夏よりテキサス州アマリロの生活支援施設に滞在した後、この報道の時点では介護付きホームに入所して生活していると報告された。
2023年8月23日、フレアーとミック・フォーリーにより死去が報じられた。訃報は同日にWWEからも発表された。79歳没。実兄のドリーと親交がある東京都文京区議会議員の西村修は「最後はパーキンソン病を発症し、痩せ衰えた車椅子の生活だった。（死去は）覚悟をしていた」と話している。

## 日本での活躍
テリー・ファンクは1970年代後半から1980年代前半にかけて、日本のプロレス界で最も成功した外国人レスラーの一人である。1977年の『世界オープンタッグ選手権』決勝戦において、アブドーラ・ザ・ブッチャー&ザ・シークの凶器攻撃で右腕を負傷しながらも「テキサス魂」で真っ向勝負を挑む姿に、男女を問わず熱狂的なファンを獲得して親衛隊も生まれた。
大成功を収めた世界オープンタッグ選手権は、年末の興行は不振とされていた日本のプロレス界の定説を覆し、以降『世界最強タッグ決定リーグ戦』へと発展して全日本プロレスの看板シリーズとなった。日本では絶対的なベビーフェイスとして認識されているが、上記の通りアメリカでは地元のアマリロ地区以外では主にヒールとして活動していた。
ブッカーとしても敏腕で、1981年にはスタン・ハンセンの新日本プロレスから全日本プロレスへの引き抜きにも成功した。同様にハルク・ホーガンとも契約書を交わすまで至ったが、ホーガンがこれを新日本に提示しギャラの上乗せを要求したため、ホテルでホーガンを殴ったとジャイアント馬場は語っている。しかし、テリー本人は自著などで暴行に関しては否定している。
なお、一度目の引退を発表したのは1980年で、突如「私の膝は皆が思っている以上に状態が良くない。動ける内に身を退きたいので、3年後の誕生日に引退する」と発言し、ファンおよびプロレスマスコミを驚かせた。1983年の引退試合の前に来日した『グランド・チャンピオン・カーニバルIII』には「テリー・ファンクさよならシリーズ」と副題がついていた。
1984年2月のニック・ボックウィンクルVSジャンボ鶴田のAWA世界ヘビー級王座戦では特別レフェリーを務めた。
1993年5月5日にはFMWの川崎球場大会で、弟子ともいえる大仁田厚と「ノーロープ有刺鉄線電流爆破超大型時限爆弾デスマッチ」で対戦した。一方でFMWの対立団体であったIWAジャパンにも参戦して、1995年8月20日の川崎球場大会では「ワンナイト・デスマッチ・トーナメント」に出場。準決勝ではタイガー・ジェット・シンと「バーブドワイヤー・ボード（有刺鉄線ボード）・グラスウインドウ・クラッシュ・デスマッチ」で、決勝戦ではカクタス・ジャックと「ノーロープ・スクランブル・バンクハウス・スーパー・バーブドワイヤー・ウェポン・ウィズ・ア・タイムボム（時限爆弾）・デスマッチ」でそれぞれ対決している。また、1998年にはザ・グレート・カブキの引退試合のタッグパートナーも務めている。
1995年5月3日、新日本プロレスに初参戦。福岡ドームにおいて越中詩郎と組み、蝶野正洋&冬木弘道から勝利を収めた。2001年10月8日の東京ドーム大会にはドリーとのザ・ファンクスとして出場し、藤波辰爾&ボブ・バックランドと対戦した。
2005年8月4日には『WRESTLE-1 GRAND PRIX 2005』において、同じく往年のスター選手として昭和の全日本プロレスで人気を二分していたミル・マスカラスとコンビを組み、本間朋晃&中嶋勝彦に勝利。
2010年1月4日、新日本プロレス『レッスルキングダムIV IN 東京ドーム』に参戦。長州力、蝶野、中西学と組み、ブッチャー、矢野通、飯塚高史、石井智宏組と対戦した。
2013年10月、全日本プロレスに22年ぶりにザ・ファンクスとして来日。両国国技館での第2試合に出場し、渕正信&西村修と20分1本勝負で対戦した（結果は時間切れ引き分け）。
2014年12月11日、後楽園ホールにて行われた東京愚連隊興行にてマスカラス&船木誠勝と組み、藤原喜明、NOSAWA論外、カズ・ハヤシ組と対戦。これが日本での最後の試合となり、最後の来日は2015年11月15日に両国国技館で行われた天龍源一郎引退興行での花束贈呈であった。

## レスラーとしての姿勢

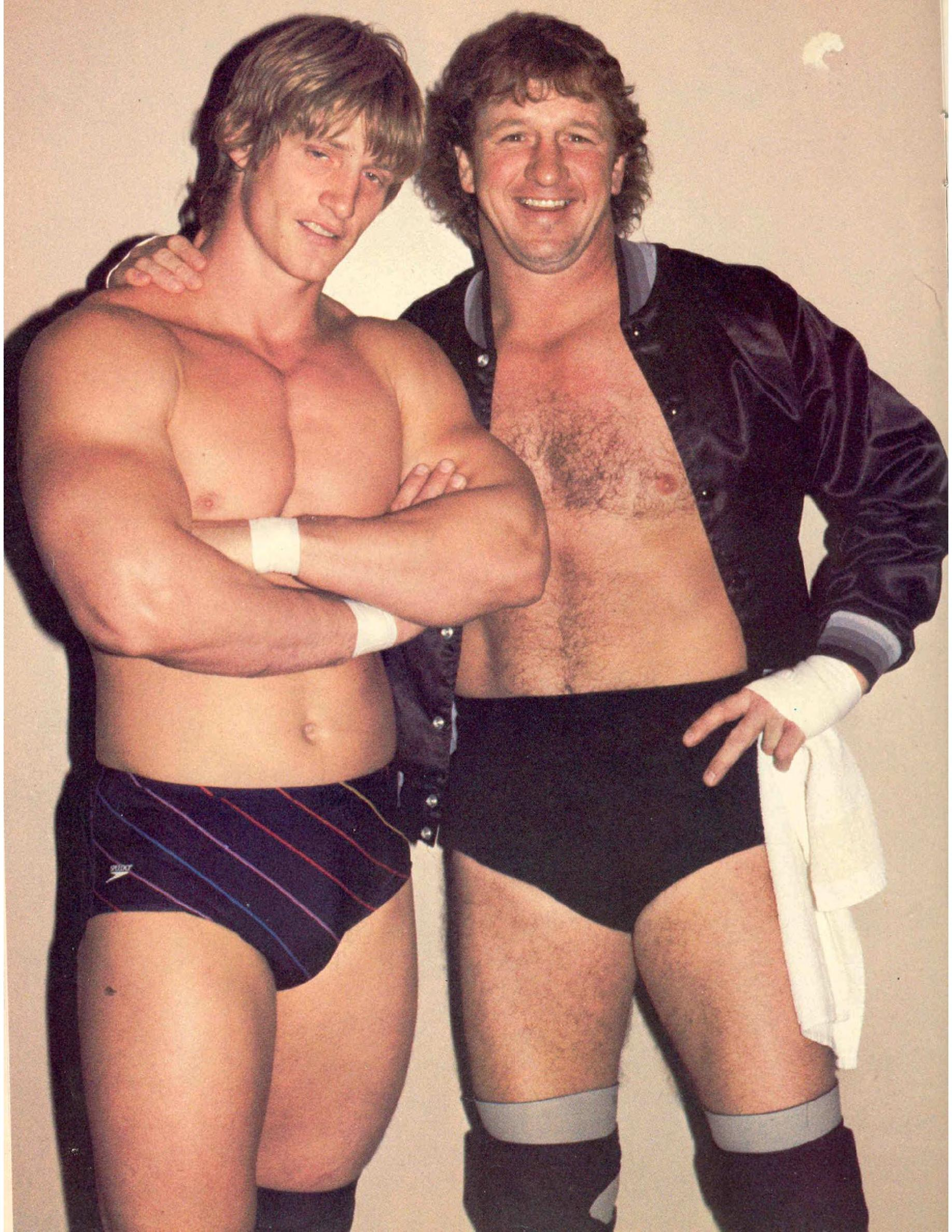
左はケビン・フォン・エリック（1985年）

NWA世界ヘビー級王者のドリー・ファンク・ジュニアのポリスマンとして各地のトップレスラーとの対戦を経験し、あらゆるスタイルに対応できる技術を築いた。しかし、受けの美学といえるファイトスタイルは、怪我を頻発させる代償を伴った。
NWA王者として活動し超一流のレスラーとしての名声を得た後でも、新しいことに果敢にチャレンジする姿勢は、「リビング・レジェンド」（生ける伝説）と讃えられている。
前述のハードコアマッチやデスマッチへの挑戦、50歳を過ぎてからムーンサルトプレスを使い始めるなど（形は不完全であったが）、後に続く者からのリスペクトは絶えない。後年は若手育成にも力を入れ、ECW時代は積極的に若手とも試合を行なっている（他のベテラン勢は自分のポジションを奪われるのを嫌がり、若手との対戦は避けていたという）。
また、長年の酷使により膝が完全に壊れているため、膝サポーターは欠かせず、選手としての末期はロングタイツを着用していた。鎮痛剤を常用していたといわれ、その副作用のせいか、単なる性格的なものなのかは不明だが、感情を抑制出来ず癇癪を起こすことが多いとも伝えられていた。

## 得意技
スピニング・トー・ホールド
代名詞ともなっている足殺し技。倉持隆夫曰く「ファンク一家伝家の宝刀」。
テキサス・クローバー・ホールド
仰向けに寝ている相手の右脚を脇の下に抱え込み、左脚を右太腿の上で両手をクラッチしてから逆エビ固めに決める、テリーが考案したオリジナル・ホールド。
1982年夏、兄ドリーとスパーリングをした際に、見学していたジョニー・バレンタインから「テリー、今のレッグロックはそのまま複合技に使えないか?」とアドバイスされたのがヒントになったという。
ローリング・クレイドル
別名回転揺り椅子固め、回転股裂き固め。全盛期によく使っていた技で、ディック・スタインボーンから教わったとされる。この技でジャック・ブリスコからNWA世界ヘビー級王座を奪取した。
ナックル・パート
倉持アナから「テキサス・ナックル・パート」と呼ばれた、右でジャブを数発放ち、左でストレートを入れるコンビネーション。
ヘッドバット
手で相手の頭を抱えずに、直接頭をぶつけるスタイル。四つん這いの体勢から、体ごとぶつかるように放つこともあった。
バックドロップ
兄のドリー同様に抱え式バックドロップをよく使用していた。
背面式ダイビング・エルボー・ドロップ
NWA王者時代にフィニッシュとして多用していた技で、リングに背を向けてコーナーにのぼり、そのまま後向きに飛び降りながらエルボー・ドロップを繰り出す。このタイプのエルボー・ドロップはファンクス道場での修行中にテリーから直接指導された天龍が使用している。
ローリング・クラッチ・ホールド
これも全盛期には得意にしていた技で、特にNWA王者時代はコーナー最上段からのダイビング式をフィニッシュに多く用いていた。1983年8月31日の一度目の引退試合でも、テリー・ゴディにコーナートップからのダイビング式回転エビ固めで3カウントを奪っている。
ムーンサルト・プレス
50歳代になってから使用。「枯葉が舞うような」とも評された。

## 獲得タイトル
ナショナル・レスリング・アライアンス
- NWA世界ヘビー級王座 : 1回（第51代）[15]
- NWA殿堂：2009年[53]

NWAウエスタン・ステーツ・スポーツ
- NWAウエスタン・ステーツ・ヘビー級王座 : 12回[6]
- NWAウエスタン・ステーツ・タッグ王座 : 3回（w / Don Slatton、リッキー・ロメロ×2）[54]
- NWA世界タッグ王座（アマリロ版） : 3回（w / ドリー・ファンク・ジュニア）[5]
- NWA北米タッグ王座（アマリロ版） : 4回（w / ワフー・マクダニエル、ドリー・ファンク・ジュニア×2、ダン・ミラー）[55]
- NWAテキサス・ブラスナックル王座（アマリロ版） : 3回[56]

NWAハリウッド・レスリング
- NWAアメリカス・ヘビー級王座 : 1回[14]
- NWA世界タッグ王座（ロサンゼルス版） : 1回（w / ドリー・ファンク・ジュニア）[57]

ミッドアトランティック・チャンピオンシップ・レスリング
- NWA USヘビー級王座（ミッドアトランティック版） : 1回[33]

セントルイス・レスリング・クラブ
- NWAミズーリ・ヘビー級王座 : 1回[13]

チャンピオンシップ・レスリング・フロム・フロリダ
- NWAフロリダ・ヘビー級王座 : 2回[58]
- NWAフロリダTV王座 : 1回[59]
- NWA南部ヘビー級王座（フロリダ版） : 2回[60]
- NWA北米タッグ王座（フロリダ版） : 1回（w / ドリー・ファンク・ジュニア）[61]
- NWAフロリダ・タッグ王座 : 1回（w / ドリー・ファンク・ジュニア）[62]

ジョージア・チャンピオンシップ・レスリング
- NWAナショナルTV王座 : 2回[63]
- NWAジョージア・タッグ王座 : 1回（w / ドリー・ファンク・ジュニア）[64]

ワールド・レスリング・カウンシル
- WWC世界タッグ王座：2回（w / ドリー・ファンク・ジュニア）[65]

サウスウエスト・チャンピオンシップ・レスリング
- SCW南西部ヘビー級王座 : 1回[66]
- SCW南西部タッグ王座 : 1回（w / ワフー・マクダニエル）[67]
- SCW世界タッグ王座 : 1回（w / ドリー・ファンク・ジュニア）[68]

ユナイテッド・ステーツ・レスリング・アソシエーション
- USWA統一世界ヘビー級王座 : 1回[69]

エクストリーム・チャンピオンシップ・レスリング
- ECW世界ヘビー級王座 : 2回[29]
- ECW TV王座 : 1回
- ハードコア殿堂

ワールド・チャンピオンシップ・レスリング
- WCW USヘビー級王座 : 1回[33]
- WCWハードコア王座 : 3回[32]
- WCW殿堂：1995年[70]

WWF / WWE
- WWF世界タッグ王座 : 1回（w / カクタス・ジャック）[31]
- WWE殿堂 : 2009年（インダクターはダスティ・ローデス）[25]

日本プロレス / 全日本プロレス
- インターナショナル・タッグ王座 : 3回（w / ドリー・ファンク・ジュニア）[9]
- 世界オープンタッグ選手権優勝: 1回（w / ドリー・ファンク・ジュニア）
- 世界最強タッグ決定リーグ戦優勝 : 2回（w / ドリー・ファンク・ジュニア）

プロレス大賞
- 大衆賞（1979年）
- 年間最高試合賞（ジャイアント馬場、ジャンボ鶴田 vs ザ・ファンクス、12月11日・蔵前国技館 =世界タッグリーグ戦）（1980年）
- 特別功労賞（1983年）

JCW
- JCWヘビー級王座 : 1回

## マネージャー
- オレイ・アンダーソン（GCW）
- サー・オリバー・フンパーディンク（CWF）
- J・J・ディロン（CWF）
- ヒューゴ・サビノビッチ（WWC）
- ジミー・ハート（WWF）
- ゲーリー・ハート（MACW）
- カーネル・ロバート・パーカー（WCW）
- センセーショナル・シェリー（ECW）

## 俳優での出演作品
- うわさの刑事 テキーラとボネッティ（ヌーゾ）
- パラダイス・アレイ（本作での役作りのため、1977年の世界オープンタッグは頭髪を短く刈り込んで出場した）
- ロードハウス/孤独の街
- オーバー・ザ・トップ（ルーカー）
- タイムマシーンにお願い